# 475-й окремий штурмовий батальйон «CODE 9.2»
475-й окремий штурмовий батальйон «CODE 9.2» (475 OШБ «CODE 9.2») — дроново-штурмовий підрозділ Сухопутних військ Збройних сил України.

## Історія
Підрозділ «CODE 9.2» пройшов шлях від розвідувального взводу у складі 92-ї окремої штурмової бригади імені кошового отамана Івана Сірка до окремого штурмового батальйону. У складі славетних «сірківців» він сформувався наприкінці 2022 року й уже тоді брав активну й ефективну участь у ключових боях 92-ї бригади.
2022 року Бійці «CODE 9.2» долучалися до визволення Харківщини та операцій у Луганській області під час Слобожанської наступальної операції, в ході якої було деокуповано більшу частину тимчасово захопленої росіянами території Харківської області.
2023 року підрозділ було трансформовано в один з перших в Україні окремий взвод ударних БПЛА, який боронив Донецьку та Запорізьку області. В цей час воїни «CODE 9.2» 92-ї бригади брали участь у запеклих боях на сході й півдні країни, знищуючи живу силу і техніку ворога.
Оператори та зовнішні пілоти БПЛА зі складу «CODE 9.2» ефективно виконували складні бойові завдання під Бахмутом у районі Часового Яру, Кліщіївки й Андріївки, а також довкола Лимана.
2024 року підрозділ зріс до роти ударних безпілотників, стабільно демонструючи високі результати ураження та знищення противника та показуючи результати на рівні батальйонів і полків. За рік бійці «CODE 9.2» знищили понад 7 тисяч ворожих цілей, з яких майже 1,5 тис. одиниць військової техніки на суму майже 400 млн доларів.
Восени 2024-го року роту «CODE 9.2» було перекинуто на територію рф для участі в Курській операції. Підрозділ ефективно працював поблизу селища Суджа Курської області, завдаючи ураження ворогу за допомогою ударних БПЛА. Високі показники зробили «CODE 9.2» одним із найефективніших підрозділів ударних БПЛА у Силах оборони України.
У січні 2025 року на основі роти «CODE 9.2» у складі 92-ї бригади почалося формування 475-го окремого штурмового батальйону з розширеною бойовою структурою. Він залишився у складі 92-ї бригади, але отримав власні штурмові роти піхоти, посилене артилерійське і танкове озброєння, а також засоби ППО.

## Традиції

### Назва
Назва «CODE 9.2» — це поєднання умовного позивного «CODE» та цифр «9.2», що ідентифікують підрозділ із 92-ю окремою штурмовою бригадою імені кошового отамана Івана Сірка. Як окремий штурмовий батальйон підрозділ «CODE 9.2» отримав номер 475 та зберіг свою оригінальну кодову назву.

### Символіка
Нарукавний знак батальйону відрізняється характерним малюнком: на камуфльованому тлі великий напис «CODE 9.2». Це зображення походить від шеврону підрозділу «CODE 9.2», на основі якого створили 475-й батальйон.

## Озброєння
- БТР-4
- БПЛА FlyEye
- БПЛА Vampire
- M113
- MaxxPro
- БПЛА SHARK

## Командування
- Андрій з позивним «Дід» (2024)[2]
- Герой України Олександр Настенко — командир групи ударних дронів[3].